# Enrico Sailis
Enrico Sailis (Guasila, 5 febbraio 1899 – 16 dicembre 1967) è stato un politico e giurista italiano.

## Biografia
Di umili origini, studiò in seminario per poi laurearsi all'Università di Cagliari in giurisprudenza e avviarsi alla carriera universitaria.
Nel dopoguerra ha militato nel partito della Democrazia Cristiana anche come consigliere regionale della Sardegna, deputato e senatore della Repubblica Italiana, subentrando nel corso della I legislatura al defunto Giovanni Scano. 
È considerato uno dei fondatori dello Statuto della Regione autonoma della Sardegna.
È stato fondatore e presidente dell'Ente Sardo per gli Acquedotti e le Fognature (ESAF).

## Opere
- Autonomia regionale e disciplina dei rapporti privati, Padova, CEDAM, 1960.
- Rapporto fiduciario fra Governo e Camere nel regime parlamentare, Padova, CEDAM, 1953.
- Lo scioglimento dei consigli regionali, Padova, CEDAM, 1957.
- La Costituzione italiana del 1948 e le libertà scolastiche, Roma, PIinnarò, 1950.